# Unione Calcio AlbinoLeffe 2008-2009
Questa voce raccoglie le informazioni riguardanti l'Unione Calcio AlbinoLeffe nelle competizioni ufficiali della stagione 2008-2009.

## Stagione
Nella stagione 2008-2009 l'Albinoleffe disputa il campionato di Serie B, con 58 punti coglie il nono posto in classifica. Allenato da Armando Madonna disputa un campionato molto regolare, raccoglie 27 punti nel girone di andata e 31 punti nel girone di ritorno. Biancocelesti sempre lontani dalle zone nobili del torneo, ma anche da quelle perigliose della bassa classifica. Francesco Ruopolo alla sua terza stagione con i seriani è stato con 14 reti il miglior realizzatore stagionale, delle quali 1 in Coppa Italia e 13 in campionato. Nella Coppa Italia entra in scena nel secondo turno, pareggia (2-2) con il Pescara, ma poi si aggiudica la lotteria dei calci di rigore (5-4). Nel terzo turno esce dal torneo con una pesante sconfitta (4-0) subita a Siena.

## Divise e sponsor
Lo sponsor tecnico per la stagione 2008-2009 è Acerbis, mentre lo sponsor ufficiale è UBI Banca Popolare di Bergamo per le partite casalinghe, UBI Assicurazioni per le trasferte. Secondo sponsor maglia della compagine seriana è Studio Casa, gruppo agenzie immobiliari.

## Società
Area direttiva
- Presidente: Gianfranco Andreoletti
- Presidente onorario: Giovanni Scainelli
- Vice Presidenti: Franco Acerbis, Mario Servalli
- Direttore Generale: Nicola Bignotti

Area organizzativa
- Responsabile amministrativo: Valerio Sacchi
- Segreteria: Roberta Cortinovis
- Team manager: Matteo Togni
- Responsabile marketing e comunicazione: Maurizio Tarallo
- Segreteria area marketing e comunicazione: Cristina Pasotti
- Addetto Stampa: Federico Errante
- Manager del pubblico: Paola Innocenti
- Commerciale: Andrea Savi

Area tecnica
- Direttore sportivo: Aladino Valoti
- Allenatore: Armando Madonna
- Allenatore in seconda: Andrea Bruniera
- Preparatore atletico: Andrea Corrain
- Preparatore dei portieri: Emilio Tonoli

Area sanitaria
- Responsabile sanitario: Dott. Giacomo Poggioli
- Consulente ortopedico: Dott. Giampietro Metelli
- Fisioterapista: Daniele Bresciani
- Massiofisioterapista: Ivo Gervasoni

## Rosa
| N. |                         | Ruolo | Calciatore                  |
| -- | ----------------------- | ----- | --------------------------- |
| 1  | Italia (bandiera)       | P     | Achille Coser               |
| 2  | Sierra Leone (bandiera) | D     | Kewullay Conteh             |
| 3  | Italia (bandiera)       | D     | Daniel Bombardieri          |
| 4  | Italia (bandiera)       | C     | Filippo Carobbio (capitano) |
| 5  | Italia (bandiera)       | C     | Davide Caremi               |
| 6  | Italia (bandiera)       | C     | Roberto Previtali           |
| 7  | Italia (bandiera)       | C     | Nicola Madonna              |
| 8  | Italia (bandiera)       | A     | Roberto Colacone            |
| 8  | Guinea (bandiera)       | A     | Karamoko Cissé              |
| 9  | Italia (bandiera)       | A     | Marco Cellini               |
| 10 | Brasile (bandiera)      | C     | Denilson Gabionetta         |
| 11 | Italia (bandiera)       | A     | Nicola Ferrari              |
| 13 | Italia (bandiera)       | D     | Federico Peluso             |
| 13 | Italia (bandiera)       | C     | Andrea Pianetti             |
| 14 | Italia (bandiera)       | D     | Ruben Garlini               |
| 15 | Australia (bandiera)    | A     | Christian Esposito          |
| 16 | Italia (bandiera)       | D     | Francesco Luoni             |
| 17 | Italia (bandiera)       | D     | Carlo Gervasoni             |
| 18 | Italia (bandiera)       | C     | Andrea Cristiano            |

| N. |                    | Ruolo | Calciatore           |
| -- | ------------------ | ----- | -------------------- |
| 20 | Italia (bandiera)  | D     | Mattia Serafini      |
| 21 | Italia (bandiera)  | C     | Simon Laner          |
| 22 | Italia (bandiera)  | P     | Matteo Nodari        |
| 23 | Italia (bandiera)  | C     | Mirco Poloni         |
| 24 | Italia (bandiera)  | D     | Gabriele Perico      |
| 25 | Italia (bandiera)  | A     | Marco Sau            |
| 27 | Italia (bandiera)  | P     | Antonio Narciso      |
| 28 | Italia (bandiera)  | A     | Francesco Ruopolo    |
| 31 | Italia (bandiera)  | C     | Manuel Daffara       |
| 32 | Italia (bandiera)  | A     | Omar Torri           |
| 32 | Italia (bandiera)  | A     | Giacomo Beretta      |
| 33 | Italia (bandiera)  | D     | Francesco Renzetti   |
| 55 | Italia (bandiera)  | D     | Paolo Maino          |
| 77 | Brasile (bandiera) | P     | Saulo Squarsone      |
| 88 | Italia (bandiera)  | P     | Andrea Offredi       |
| 89 | Italia (bandiera)  | C     | Andrea Geroni        |
| 90 | Italia (bandiera)  | C     | Donato Disabato      |
| 99 | Italia (bandiera)  | A     | Massimiliano Pesenti |
| 99 | Italia (bandiera)  | D     | Mauro Belotti        |

## Calciomercato

### Sessione estiva(dall'1/7 all'1/9)
| Acquisti | Acquisti            | Acquisti        | Acquisti          |
| R.       | Nome                | da              | Modalità          |
| -------- | ------------------- | --------------- | ----------------- |
| P        | Antonio Narciso     | Modena          | prestito          |
| P        | Saulo               | Udinese         | compartecipazione |
| D        | Francesco Luoni     | Varese          | definitivo        |
| D        | Carlo Gervasoni     | Verona          | riscatto comp.    |
| D        | Francesco Renzetti  | Genoa           | compartecipazione |
| C        | Davide Caremi       | Chievo          | riscatto comp.    |
| C        | Simon Laner         | Pro Patria      | compartecipazione |
| C        | Denilson Gabionetta | Sev Hortolandia | prestito          |
| A        | Marco Sau           | Cagliari        | prestito          |

| Cessioni | Cessioni                  | Cessioni  | Cessioni      |
| R.       | Nome                      | a         | Modalità      |
| -------- | ------------------------- | --------- | ------------- |
| P        | Federico Marchetti        | Cagliari  | definitivo    |
| D        | Paolo Foglio              |           | svincolato    |
| C        | Filippo Antonelli Agomeri | Triestina | fine prestito |
| C        | Ivan Del Prato            |           | svincolato    |
| C        | Marco Gori                | Cremonese | definitivo    |
| A        | Massimiliano Pesenti      | Lumezzane | prestito      |
| A        | Roberto Bonazzi           |           | svincolato    |
| A        | Omar Torri                | Monza     | prestito      |
| A        | Roberto Colacone          | Ancona    | definitivo    |

### Sessione invernale(dal 7/1 al 31/1)
| Acquisti | Acquisti       | Acquisti | Acquisti          |
| R.       | Nome           | da       | Modalità          |
| -------- | -------------- | -------- | ----------------- |
| A        | Karamoko Cissé | Atalanta | compartecipazione |

| Cessioni | Cessioni        | Cessioni | Cessioni   |
| R.       | Nome            | a        | Modalità   |
| -------- | --------------- | -------- | ---------- |
| D        | Federico Peluso | Atalanta | definitivo |

## Risultati

### Campionato

#### Girone di andata
| Arbitro: | Cavarretta (Trapani) |

|  |           |                            |
|  | Marcatori | 47’ Laner 90+1’ N. Ferrari |

| Arbitro: | Orsato (Schio) |

|             |           |  |
| Ruopolo 63’ | Marcatori |  |

| Empoli 13 settembre 2008, ore 16:00 UTC+1 3ª giornata | Empoli                  | 0 – 0 | AlbinoLeffe | Stadio Carlo Castellani\| Arbitro: \| Mauro Bergonzi (Genova) \| |
| Arbitro:                                              | Mauro Bergonzi (Genova) |       |             |                                                                  |

| Arbitro: | Calvarese (Teramo) |

|                                 |           |            |
| Ruopolo 11’ (rig.) Carobbio 74’ | Marcatori | 31’ Doudou |

| Arbitro: | Tagliavento (Terni) |

|              |           |  |
| Salvetti 62’ | Marcatori |  |

| Bergamo 27 settembre 2008, ore 16:00 UTC+1 6ª giornata | AlbinoLeffe        | 0 – 0 | Piacenza | Stadio Atleti Azzurri d'Italia\| Arbitro: \| Velotto (Grosseto) \| |
| Arbitro:                                               | Velotto (Grosseto) |       |          |                                                                    |

| Arbitro: | Brighi (Cesena) |

|                                     |           |                                    |
| Sansovini 48’ (rig.) Carparelli 83’ | Marcatori | 48’ (aut.) L. Vitiello 64’ Ruopolo |

| Arbitro: | Gava (Conegliano) |

|             |           |               |
| Garlini 70’ | Marcatori | 55’ Buzzegoli |

| Arbitro: | Marelli (Como) |

|  |           |                                                             |
|  | Marcatori | 12’ Sgrigna 20’ Zanchi 48’ Bjelanovic 55’ (rig.) Bernardini |

| Arbitro: | Dondarini (Finale Emilia) |

|                |           |              |
| Allegretti 56’ | Marcatori | 50’ Carobbio |

| Arbitro: | Peruzzo (Schio) |

|                                      |           |  |
| Denilson Gabionetta 50’ Carobbio 50’ | Marcatori |  |

| Arbitro: | Baracani (Firenze) |

|               |           |          |
| Zaninelli 30’ | Marcatori | 3’ Laner |

| Arbitro: | C. Russo (Nola) |

|              |           |                       |
| Carobbio 36’ | Marcatori | 78’ Corona 83’ Godeas |

| Treviso 15 novembre 2008, ore 16:00 UTC+1 14ª giornata | Cittadella                        | 0 – 0 | AlbinoLeffe | Stadio Omobono Tenni\| Arbitro: \| Candussio (Cervignano del Friuli) \| |
| Arbitro:                                               | Candussio (Cervignano del Friuli) |       |             |                                                                         |

| Arbitro: | Cavarretta (trapani) |

|               |           |  |
| Gabionetta 5’ | Marcatori |  |

| Arbitro: | Gava (Conegliano) |

|            |           |                          |
| Caputo 22’ | Marcatori | 5’ Gervasoni 8’ Renzetti |

| Arbitro: | Rizzoli (Bologna) |

|                |           |  |
| Possanzini 39’ | Marcatori |  |

| Arbitro: | Scoditti (Bologna) |

|                        |           |                                 |
| Ruopolo 74’ Caremi 82’ | Marcatori | 46+’ (rig.) Dedic 57’ Antonazzo |

| Arbitro: | Cavarretta (Trapani) |

|                 |           |             |
| Vantaggiato 72’ | Marcatori | 71’ Madonna |

| Arbitro: | Marelli (Como) |

|  |           |              |
|  | Marcatori | 20’ Pulzetti |

| Arbitro: | Tommasi (Bassano del Grappa) |

|           |           |  |
| Nassi 26’ | Marcatori |  |

### Girone di ritorno
| Arbitro: | Calvarese (Teramo) |

|                      |           |              |
| Cissé 79’ Perico 86’ | Marcatori | 47’ Biabiany |

| Arbitro: | Peruzzo (Schio) |

|                                         |           |             |
| Paloschi 17’ Budel 60’ A. Lucarelli 76’ | Marcatori | 27’ Madonna |

| Bergamo 7 febbraio 2009, ore 16:00 CET 24ª giornata | AlbinoLeffe       | 0 – 0 | Empoli | Stadio Atleti Azzurri d'Italia\| Arbitro: \| Damato (Barletta) \| |
| Arbitro:                                            | Damato (Barletta) |       |        |                                                                   |

| Avellino 14 febbraio 2009, ore 16:00 CET 25ª giornata | Avellino             | 0 – 0 | AlbinoLeffe | Stadio Partenio\| Arbitro: \| Cavarretta (Trapani) \| |
| Arbitro:                                              | Cavarretta (Trapani) |       |             |                                                       |

| Arbitro: | Trefoloni (Siena) |

|             |           |  |
| Cellini 87’ | Marcatori |  |

| Arbitro: | Pinzani (Empoli) |

|               |           |                 |
| E. Ferraro 6’ | Marcatori | 1’, 50’ Madonna |

| Arbitro: | Ciampi (Roma) |

|                                           |           |            |
| Ruopolo 24’, 49’ Carobbio 34’ Madonna 84’ | Marcatori | 59’ Capone |

| Arbitro: | Celi (Campobasso) |

|                                   |           |  |
| G. Greco 64’ (rig.) Antenucci 84’ | Marcatori |  |

| Arbitro: | Tozzi (Lido di Ostia) |

|  |           |                            |
|  | Marcatori | 14’, 90’ Laner 76’ Madonna |

| Arbitro: | Damato (Barletta) |

|                          |           |         |
| Carobbio 69’ Ruopolo 71’ | Marcatori | 34’ Cia |

| Arbitro: | Pinzani (Empoli) |

|               |           |                       |
| Çani 26’, 68’ | Marcatori | 24’ Laner 48’ Cellini |

| Arbitro: | Scoditti (Bologna) |

|                       |           |  |
| Laner 80’ Ruopolo 90’ | Marcatori |  |

| Arbitro: | Velotto (Grosseto) |

|              |           |  |
| D'Aversa 55’ | Marcatori |  |

| Arbitro: | Baracani (Firenze) |

|                         |           |  |
| Cellini 31’ Ruopolo 42’ | Marcatori |  |

| Arbitro: | Romeo (Verona) |

|                                           |           |                         |
| Iunco 3’ Ganci 41’ Ledesma 77’ Merino 82’ | Marcatori | 34’ Cellini 63’ Ruopolo |

| Arbitro: | Valeri (Roma) |

|             |           |                                                |
| Cellini 36’ | Marcatori | 10’, 37’ Barreto 73’ (rig.) Parisi 79’ Guberti |

| Arbitro: | Bergonzi (Genova) |

|             |           |                |
| Ruopolo 36’ | Marcatori | 64’ Possanzini |

| Arbitro: | Romeo (Verona) |

|                        |           |  |
| Dedic 52’ Elsneg 90+2’ | Marcatori |  |

| Arbitro: | Calvarese (Teramo) |

|            |           |                          |
| Ruopolo 5’ | Marcatori | 12’ Pagano 64’ La Camera |

| Arbitro: | N. Stefanini (Prato) |

|  |           |            |
|  | Marcatori | 78’ Perico |

| Arbitro: | Brighi (Cesena) |

|                                  |           |                                                        |
| Ruopolo 26’ Perico 58’ Cissé 68’ | Marcatori | 60’ Colacone 70’ Mastronunzio 72’ De Falco 90’ Rizzato |

### Coppa Italia

#### Secondo turno
| Arbitro: | Tommasi (Bassano del Grappa) |

|                                                      |                      |                                                           |
| Ruopolo 9’ Colacone 82’                              | Marcatori            | 6’ Ferraresi 50’ Zejtullaev                               |
| Colacone Carobbio Ruopolo Ferrari Gervasoni Renzetti | Tiri di rigore 6 – 5 | Pisciotta Zejtullaev Irineu Vitale A. Cardinale Di Matteo |

#### Terzo turno
| Arbitro: | N. Stefanini (Prato) |

|                                                  |           |  |
| Calaiò 6’ Portanova 51’ Kharja 69’ Maccarone 82’ | Marcatori |  |

## Statistiche
Statistiche aggiornate al 24 agosto 2009

### Statistiche di squadra
| Competizione | Punti | In casa | In casa | In casa | In casa | In casa | In casa | In trasferta | In trasferta | In trasferta | In trasferta | In trasferta | In trasferta | Totale | Totale | Totale | Totale | Totale | Totale | DR |
| Competizione | Punti | G       | V       | N       | P       | Gf      | Gs      | G            | V            | N            | P            | Gf           | Gs           | G      | V      | N      | P      | Gf     | Gs     | DR |
| ------------ | ----- | ------- | ------- | ------- | ------- | ------- | ------- | ------------ | ------------ | ------------ | ------------ | ------------ | ------------ | ------ | ------ | ------ | ------ | ------ | ------ | -- |
| Serie B      | 58    | 21      | 10      | 5       | 6       | 29      | 25      | 21           | 5            | 8            | 8            | 20           | 24           | 42     | 15     | 13     | 14     | 49     | 49     | 0  |
| Coppa Italia |       | 1       | 0       | 1       | 0       | 2       | 2       | 1            | 0            | 0            | 1            | 0            | 4            | 2      | 0      | 1      | 1      | 2      | 6      | -4 |
| Totale       |       | 22      | 10      | 6       | 6       | 31      | 27      | 22           | 5            | 8            | 8            | 20           | 28           | 44     | 15     | 14     | 15     | 51     | 55     | -4 |

## Giovanili

### Organigramma societario
Area direttiva
- Responsabile: Innocenzo Donina
- Dirigente accompagnatore primavera: Maurizio Riva